# Lesuur moord
Lesuur moord is een achtdelige Nederlandse hoorspelserie geschreven door Govert van Reymerswael en geregisseerd door Jacques Besançon. Het werd uitgezonden van 5 oktober tot 16 november 1976. Ieder deel duurde ongeveer twintig minuten. De categorie was misdaad.

## Plot
De ervaren rechercheur Polak van de Haarlemse politie geeft een cursus "moord oplossen". In zijn lange loopbaan heeft hij acht moeilijke moordzaken behandeld en opgelost. Hij vertelt zijn cursisten altijd eerst de inleiding, dan de moord en tot slot de verhoren. Dan moeten de cursisten het juiste antwoord geven. 

### De dood als kostganger
Rotterdam, 1939. Een zekere Moe Schaarsbergen, de kostjuffrouw van drie mannen; Bertus Naaktgeboren, Rinus Hooijman en meneer Van Haarlem, wordt in haar huis doodgeslagen gevonden door Bertus Naaktgeboren en Rinus Hooijman. Het moordwapen is een kandelaar. Moe had een klein fortuin in haar Droste-trommel verborgen. Het geld is verdwenen. Het lijkt op roofmoord. Omdat alleen de kostgangers wisten waar het geld verborgen zat, zijn zij de enige verdachten. Ze hebben echter alle drie een soort van alibi.

### Moord waarvan akte
Januari 1946. Notaris Toeslager werd vermoord gevonden door zijn dienstmeid Bertha die de inspecteur nog weet te vertellen dat de notaris was teruggekomen van zijn bezoek aan een restaurant in de buurt. De notaris was een knorrige man die voor velen een last was. Hij wilde zijn huishoudster ontslaan omdat deze te veel brak, zijn zoon verweet hem dat hij fout was in de oorlog en zijn kantoorklerk Heymans behandelde hij als een voetveeg. Bovendien had hij een woordenwisseling gehad met een zekere Kurt Peunis, een man met een naziverleden, omdat hij een aantal kameraden had verraden.

### Moord als depot
Walhaven, 1956. Twee verhuizers laten een kist in de haven vallen en er valt een dode naakte vrouw uit. Het was Éveline Defraine, een jong meisje uit Frankrijk dat als escortdame de kost verdiende en een agenda had met de telefoonnummers van al haar klanten. Een aannemer Kwaaitaal, een boekhouder Jan Touw van een scheepswerf en ten slotte Verdaasdonk, directeur van een groot bedrijf, behoren tot haar klandizie en waren rond de avond van de moord bij haar. Twee van de drie klanten zijn getrouwd en waren mogelijk bang dat hun vrouw achter hun slippertje zou komen.

### Bloederige spaghetti
1962. De uitbater van een bistro Vino, genaamd Giovanni Comiso, wordt dood in zijn badkamer gevonden. Polak houdt rekening met een ongeluk. Hij ondervraagt wel de weduwe Trees die geen tekenen van rouw vertoont. Ook de muzikant Sam die vertelt dat Giovanni die avond zijn Italiaanse vriend Salvatore Quasimodo over de vloer had en dat die Quasimodo een soort maffioso is. Polak ondervraagt Quasimodo die zegt de hele avond alleen met Comiso te hebben gedronken. Hij denkt dat misschien de Chinezen, een concurrerende bende, hem gemold kunnen hebben.

### Handelen van de Apostelen
1963. De leider van een religieus genootschap, het Gemeenschap van de Zuivere Mensen, Jezekia Fromage, alias Jozef Kaas, wordt in de Hemelpoort (de zolder) van de tempel (het gehuurde pand) in zijn ondergoed met een keukenmes in zijn rug gevonden door zijn vier voornaamste discipelen; Zuster Marion, een uitgetreden non, Broeder Bert, zijn rechterhand, Sjaak van den Oever, een werkeloze slager, en Pieter Droog, een banketbakker. Fromage had een hoop vijanden gemaakt omdat hij altijd op het plein in Haarlem donderpreken gaf over de poel des verderfs zoals kroegen, winkels en bordelen.

### Poker met vijf heren
1969. De landheer Geert Jansen de Hoevelaken wordt op zijn landhuis doodgeslagen met de bahcosleutel en een hoop geld wordt gestolen. Zijn weduwe vertelt Polak dat haar man een hoop geld had gewonnen van zijn drie vrienden die de avond ervoor een pokeravond hadden gehouden. Polak praat met de vrienden; dokter Peerenboom, manègehouder Richard van den Bosch en een zekere ingenieur Kleerekooper. Alle drie de heren lijken meer aangeslagen door de moord dan door hun geldverlies.

### Kaïn en Abel
1969. Beide broers, Piet en Jan van Zalingen, studenten politicologie, zijn beiden verliefd op Miriam van Hoorn die met allebei een verhouding heeft. Op de avond dat ze met Piet van Zalingen naar de discotheek gaat, worden ze betrapt door Jan van Zalingen. Er volgt een ruzie en bijna gaan de broers met elkaar op de vuist. Die avond gaat Miriam van Hoorn met Jan van Zalingen terug naar huis terwijl Piet van Zalingen alleen achter bleef in de discotheek. Hij drinkt zich een stuk in de kraag, betaalt de rekening en loopt beschonken naar huis. De volgende dag wordt Miriam van Hoorn vermoord in haar kamer gevonden.

### Dood op Texel
Texel, 1975. In zijn vakantiehuisje wordt de helemaal uit Engeland gevlogen Pierce Heywood gevonden. Hij is van het Verenigd Koninkrijk naar de Lage Landen gevlucht omdat hij daar een hoop crediteuren en een hoop vrouwen bedrogen had. Maar op Texel kon hij niet van de rust genieten. Zijn ex-vriendin Suzanne Kok, die overigens medicijnen studeerde en uit een aanzienlijke familie kwam, zocht hem daar op. Ook een crediteur Samuel Tulley en zijn eigen vrouw Sofia. Ze zeggen dat Heywood enorm last van zijn maag had.